# الیوباسی، اماسرا
الیوباسی، اماسرا (به لاتین: Aliobası, Amasra) یک منطقهٔ مسکونی در ترکیه است که در استان بارتین واقع شده‌است.

## خصوصیات
الیوباسی ۲۹۰ نفر جمعیت دارد.